# 金奉律
金 奉律（1917年12月6日-1995年7月19日、キム・ボンリュル、김봉률）は、朝鮮民主主義人民共和国の軍人。ソ連派に所属。金鳳律とも表記される。

## 経歴
平安北道に生まれる。ソ連に移り、1936年9月にレニングラード大学文科を卒業。コルホーズ議長。しかし成績が悪かったためコルホーズから追い出された。1942年、ソ連軍に入隊。第88独立旅団に配属。旅団内では一般兵士として服務していたが、人情があり部隊規律によく従っていた。
1945年9月、第88旅団隊員と共にソ連軍船のプガチョフ号に乗船して9月19日に元山港に入港。金一が新義州党委員長の時にその下で宣伝部長であった。この事で金一からよく目をかけられ、後の金日成体制下でも生き残ることができた。
1946年9月、第1師団砲兵副師団長。
1947年、平安南道价川保安幹部学校副司令官。
1948年3月、朝鮮労働党平安北道委員会組織部長。同年9月、民族保衛省砲兵指揮局（局長：武亭）第1副局長。
1950年、砲兵司令官（少将）。同年5月末、作戦局長兪成哲上級大佐、工兵局長朴吉南大佐、砲兵参謀長鄭学俊大佐、作戦副局長尹相烈大佐、通信の李鍾仁大佐、偵察の崔遠大佐、空軍の王連大佐、タンク部隊司令官崔表徳少将、第105戦車旅団長柳京洙少将、兵站の鄭（名は不明）などと共にソ連軍顧問が作成した作戦計画の翻訳を行った。
1950年6月23日、前線司令部砲兵局長。
1952年4月、中将。
1953年7月、総参謀部第一副参謀長。
1954年8月、砲兵参謀長。
1955年8月、ルーマニア解放11周年記念式典に参加。
1956年4月、労働党中央委員会候補委員（第3回党大会）。
1957年8月、民族保衛副相。
1958年6月、ソ連やチェコスロバキアを訪問。
1960年10月、大将。
1962年10月、最高人民会議第3期代議員当選。同年11月、民族保衛副相再任。
1967年11月、最高人民会議第4期代議員当選。
1972年12月、最高人民会議第5期代議員当選、人民武力部副部長。
1982年11月、最高人民会議第7期代議員当選。
1986年11月、最高人民会議第8期代議員当選。同年12月、朝鮮労働党中央委員会委員。
1990年5月、朝鮮民主主義人民共和国国防委員会委員。
1995年3月、朝鮮労働党中央軍事委員会委員。
1990年4月、最高人民会議第9期代議員当選。
1992年4月、次帥。
1995年7月19日、病死。

## 勲章
- 第3級国旗勲章[12]